# 27 секунд памяти
«27 Секунд памяти» (англ. 27 Second memory) — документальный фильм российско-чешского режиссёра Ивана Качалина. Мировая премьера состоялась в 2019 году, на международном кинофестивале «Артдокфест» в конкурсной программе «АртдокСеть», где удостоился специального приза жюри.

## Сюжет
Каждый год, 26 октября, в день годовщины теракта на Дубровке родственники погибших и бывшие заложники собираются на площади перед местом трагедии.
На следующий день происходит зачистка площади.
Через год все повторится.

## Награды и фестивали
- 2019 — специальный приз жюри конкурсной программы «АртдокСеть» XIII Международного фестиваля авторского документального кино «Артдокфест»[2].
- 2019 — специальный приз жюри киноведов и кинокритиков «Слон» XXV международного фестиваля фильмов о правах человека «Сталкер»[3].
- 2019 — специальный приз жюри XXV международного фестиваля фильмов о правах человека «Сталкер».
- 2020 — участник программы «Инновационная журналистика» IV международного фестиваля короткометражных фильмов «Человечное кино»
- 2020 — участник программы «CINEMA OF THE WORLD» VIII международного фестиваля документального кино «Liberation Docfest Bangladesh»[4].